# Lars Roos
Lars Anders Roos, född 18 augusti 1945 i Falun, är en svensk pianist.

## Biografi
Lars Roos började att spela piano när han var fyra år. Som sextonåring avlade han kantorsexamen i Uppsala. Han fortsatte med att studera piano för professor Stig Ribbing, först privat och därefter i fyra år vid Kungliga Musikhögskolan i Stockholm. Han fortsatte sedan sina studier i USA, först för Sascha Gorodnitzki, lärare vid Juilliard, och därefter för Jorge Bolet i London. Roos tilldelades Jussi Björlingstipendiet år 1972.
Roos har framträtt som ackompanjatör till bland andra sångarna Elisabeth Söderström, Rolf Björling, Nicolai Gedda, Håkan Hagegård, Gitta-Maria Sjöberg och Ingvar Wixell. Under nästan 15 år ackompanjerade han operasångerskan Birgit Nilsson på hennes världsturnéer. Han har också blivit känd som huspianist i 160 direktsändningar av TV-programmet Kafé 18. Roos har spelat in många skivor, varav några med instrumental populärmusik under titeln Örongodis. Han har gjort ett stort antal kyrkokonserter tillsammans med Putte Wickman.
På grund av en ögonsjukdom fick Roos allt större svårigheter att spela och den 16 november 2004 gav han sin sista stora konsert på Konserthuset i Stockholm. I anslutning till den gjorde Torbjörn Lindqvist dokumentärfilmen Jag ser inte musiken längre, som sändes i SVT i augusti 2006.
Roos har dock fortsatt att göra vissa framträdanden, till exempel ett antal konserter hösten 2007 med Sanna Nielsen och konserter i Ersta kyrka hösten 2015 och 2016.

## Diskografi
- 1971 – Pianostycken av Stenhammar, Eklund, Mozart, Hindemith och Liszt
- 1972 – Lars Roos
- 1974 – Vid pianot Lars Roos
- 1975 – Islamej
- 1976 – Vid pianot Lars Roos 2
- 1977 – Skärgårdsbilder etc. (Hugo Alfvén)
- 1979? – Earina & Anakreontika (Peterson-Berger)
- 1980 – Sonat f-moll op. 57 (Beethoven), Sonat A-dur D. 664 (Schubert)
- 1981 – Bagatell a-moll (Beethoven) etc.
- 1981 – Confidencen
- 1983 – Frösöblomster (Peterson-Berger)
- 1983 – Lars Roos, piano
- 1984 – Poem
- 1984 – Bach, Chopin, Grieg, Rachmaninov, Satie
- 1984 – Sonater op. 27 och op. 49 (Beethoven)
- 1986 – Sonat G-dur D. 894, Moments musicaux, D. 780 (Schubert)
- 1986 – Örongodis
- 1987 – Örongodis 2
- 1988 – Örongodis 3
- 1988 – Für Elise
- 1989 – Cocktailgodis
- 1989 – Julgodis
- 1990 – Örongodis jorden runt
- 1991 – Lars Roos plays Chopin
- 1991 – Poem 2 : Drawing Room Pieces
- 1992 – Örongodis 7
- 1993 – Recital
- 1994 – Dansgodis
- 1995 – Echo de Vienne
- 1996 – Guldgodis
- 1997 – Nordisk pianolyrik
- 2006 – Lars Roos i Falun 2004
- 2008 – Lars Roos : 40-årsjubileum
- 2010 – Som din dag